# Cassius gróf
A különböző forrásokban gyakran Cassius gróf néven szereplő Cassius (spanyolul Casio; arabul: قَسِىّ قُومِس, Kasi kūmis vagy „Qasi qūmis”) a történeti Hispánia legendás közszereplője volt az i. sz. 7–8. század fordulóján. Kizárólag jóval később élt iszlám történetírók számolnak be róla és tevékenységéről; keresztény történelmi forrásokban nem fordul elő. Alakját a hagyomány annyira kiszínezte, hogy kétséges, élt-e egyáltalán. Az alábbiakban élettörténetének hagyományos, de a cicomáktól megfosztott változatát ismertetjük.

## Származása
A Vizigót Királyság egyik előkelője volt; de nem tudni, hogy vizigót vagy hispanorómai. Szüleinek neve ismeretlen; egyes történészek apjaként egy bizonyos Borja Fortúnt neveznek meg. 
Birtokai az Ebro felső folyása mentén, a mai Tudela, Tarazona, Borja, Arnedo és valószínűleg Ejea környékén, a királyság északi mezsgyéjén terültek el. Némelyek feltételezik, hogy a királyságot a baszkok betöréseitől védeni hivatott baszk őrgrófság grófja lehetett. 

## Pályafutása
Amikor 711-ben az arab–berber csapatok lerohanták a félszigetet, és amikor Múszá ibn Nuszajr elfoglalta La Rioját, a nemesek többségétől eltérően nemcsak úgy döntött, hogy behódol a megszállóknak, de 714-ben az iszlám hitet is felvette Hasszán ibn-Jasszar al-Hudhalinál, akiből később zaragozai kádi lett. Saját egységei a hadjárat befejezéséig csatlakoztak a hódítókhoz, ő maga pedig még 714–715-ben, más áttérő vizigót nemesek társaságában elzarándokolt Damaszkuszba, hogy ott személyesen esküdjön hűséget I. al-Valíd kalifának (vagy utódának, Szulejmánnak). Megtarthatta földjeit, és azokon a córdobai emír hűbéreseként önálló közigazgatást szervezhetett — ez lett a félszigeten az első taifa. Örökösei a Banu Qasi, azaz „Cassius leszármazottai” családnevet kapták, és ez lett a taifa neve is.  Visszatérte után is szívélyes, jó viszonyban maradt Múszával még akkor is, amikor a vezér kegyvesztetté vált Szulejmán kalifánál, és ő nagy vizsgálatot indított ellene. Barátságuk jeleként legidősebb fiát, Fortún ibn Qasit Múszá lányával, Ajsával házasította össze (ő egyúttal Roderich, az utolsó vizigót király unokája is volt).
A családot birtokaiban és státuszában Abd ar-Rahmán ibn Muávija, a Córdobai Emirátus alapítója és első emírje is megerősítette.

## Fiai, utódlása
Cassius feleségének nevét sehol sem említik. A 11. században élt Ibn Hazm történész szerint öt fia volt, közülük három egy-egy jeles család őse:
- a legidősebb, Fortún (* 714 előtt) értelemszerűen a Banu Qasi családé;
- Abu Tavr a Huesca családé — az Abd ar-Rahmán uralmát elismerni nem akaró arab vezérek egyikeként ő hívta be 778-ban Nagy Károlyt Zaragozába;
- Abu Szalama a Banu Szalama családé.

A fentiekből gyanítható, hogy taifáját felosztotta három fia között: a déli rész maradt Banu Qasi, az északi részen pedig létrejött Banu Szalama és Huesca taifa. Ez utóbbi alighanem csak nagy Károly hadjáratáig állhatott fenn, utána Banu Szalamához csatolhatták — mindenesetre 798-ban, Bahlul ibn Marzuq felkelése idején már biztosan annak része volt.
A két további fiúról, Junuszról és Jahyáról semmi érdemlegeset nem tudunk.

## Fordítás
Ez a szócikk részben vagy egészben  a   Count Cassius című angol Wikipédia-szócikk ezen változatának fordításán alapul.  Az eredeti cikk szerkesztőit annak laptörténete sorolja fel. Ez a jelzés csupán a megfogalmazás eredetét és a szerzői jogokat jelzi, nem szolgál a cikkben szereplő információk forrásmegjelöléseként.
Ez a szócikk részben vagy egészben  a(z)   Кассий (Бану Каси) című orosz Wikipédia-szócikk ezen változatának fordításán alapul.  Az eredeti cikk szerkesztőit annak laptörténete sorolja fel. Ez a jelzés csupán a megfogalmazás eredetét és a szerzői jogokat jelzi, nem szolgál a cikkben szereplő információk forrásmegjelöléseként.